# Slaxx
Slaxx é um filme canadense de comédia de terror de 2020 dirigida por Elza Kephart, que co-escreveu o filme com Patricia Gomez. O filme é produzido por Gomez com Anne-Marie Gélinas, e estrelado por Romane Denis como caixa em uma loja de roupas que, com seus colegas de trabalho, é aterrorizada por um par de jeans possuído.
Slaxx estreou digitalmente como parte do Fantasia International Film Festival em agosto de 2020. O filme foi programado para ser lançado nos cinemas no Canadá em 26 de agosto de 2020. Shudder adquiriu os direitos de streaming do filme nos Estados Unidos, Reino Unido, Irlanda, Austrália e Nova Zelândia para uma estreia em 2021.

## Elenco
- Romane Denis[4][5][12]
- Brett Donahue[4][12]
- Sehar Bhojani[4][12]
- Stephen Bogaert[4][12]
- Kenny Wong[4][12]
- Tianna Nori[4]
- Hanneke Talbot[4]
- Erica Anderson[12]